# Іст-Ковентрі Тауншип (округ Честер, Пенсільванія)
Іст-Ковентрі Тауншип (англ. East Coventry Township) — селище (англ. township) в США, в окрузі Честер штату Пенсільванія. Населення — 7068 осіб (2020).

## Демографія
Згідно з переписом 2010 року, у селищі мешкало 6636 осіб у 2476 домогосподарствах у складі 1793 родин. Було 2624 помешкання
Расовий склад населення:
| - 93,6 % — білих - 3,1 % — чорних або афроамериканців - 1,4 % — азіатів - 0,1 % — корінних американців |

До двох чи більше рас належало 1,4 %. Частка іспаномовних становила 1,7 % від усіх жителів.
За віковим діапазоном населення розподілялося таким чином: 23,3 % — особи молодші 18 років, 62,1 % — особи у віці 18—64 років, 14,6 % — особи у віці 65 років та старші. Медіана віку мешканця становила 40,1 року. На 100 осіб жіночої статі у селищі припадало 94,1 чоловіків;  на 100 жінок у віці від 18 років та старших — 91,3 чоловіків також старших 18 років.
Середній дохід на одне домашнє господарство  становив 96 517 доларів США (медіана — 79 630), а середній дохід на одну сім'ю — 103 876 доларів (медіана — 92 770). Медіана доходів становила 64 872 долари для чоловіків та 55 857 доларів для жінок. За межею бідності перебувало 5,0 % осіб, у тому числі 6,2 % дітей у віці до 18 років та 3,6 % осіб у віці 65 років та старших.
Цивільне працевлаштоване населення становило 3382 особи. Основні галузі зайнятості: освіта, охорона здоров'я та соціальна допомога — 22,5 %, науковці, спеціалісти, менеджери — 18,9 %, виробництво — 11,1 %, фінанси, страхування та нерухомість — 9,7 %.